# François de Créquy

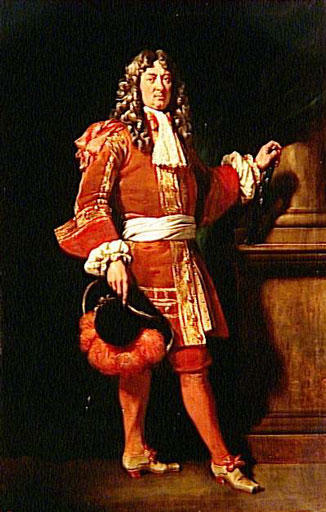
François de Créquy; Gemälde von Henri Decaisne (1835).
Créquys Unterschrift:

François, chevalier de Créquy, (auch Créqui), marquis de Marines (* 2. Oktober 1629 in Poix-de-Picardie; † 4. Februar 1687 in Paris), war ein Marschall von Frankreich und einer der erfolgreichsten Heerführer seiner Zeit.

## Leben
François de Créquy entstammte dem Haus Blanchefort und war ein Enkel von Charles de Blanchefort de Créquy, Herzog von Lesdiguières, der als Marschall von Frankreich unter Heinrich IV. und Ludwig XIII. gegen Spanien und Österreich gekämpft hatte. 
Créquy begann seine militärische Karriere 1640 als Freiwilliger bei der Belagerung von Arras während des Dreißigjährigen Krieges. Im folgenden Jahr wurde er zum Capitaine einer Kompanie Chevaux-légers ernannt. Bis zum Jahre 1648 stieg er zum Mestre de camp eines Kavallerie-Regiments auf, wobei er sich bei der Belagerung von Tortona auszeichnete. Als die Wirren der Fronde ausbrachen, stand Créquy auf der Seite der Royalisten und nahm 1650 an der Schlacht bei Rethel teil. Danach wurde er 1651 zum Maréchal de camp befördert. 1653 war er an der erfolgreichen Belagerung von Mouzon beteiligt. Im folgenden Jahr gehörte er zu den Verteidigern während der Belagerung von Arras. Nach diesen Erfolgen wurde er zum Lieutenant-général ernannt. Von 1655 bis 1658 nahm er an den Feldzügen des Marschalls Henri de Turenne teil. In der entscheidenden Schlacht in den Dünen befehligte er den rechten Flügel der französischen Armee.
Nach dem Friedensschluss, der den Französisch-Spanischen Krieg beendete, wurde Créquy 1661 zum Befehlshaber der Galeerenflotte ernannt, die er bis 1669 befehligte. Während des Devolutionskrieges befehligte Créquy 1667 ein Korps, das die französischen Hauptoperationen in den Spanischen Niederlanden deckte. Nach dem erfolgreichen Ausgang des Krieges erhielt er die Ernennung zum Maréchal de France, den höchsten Rang der französischen Streitkräfte. Im Jahre 1670 kommandierte er die Truppen, die Herzog Karl IV. vertrieben und Lothringen besetzten.
Als Ludwig XIV. Henri de Turenne zum Oberbefehlshaber ernannte, dem alle übrigen Marschälle unterstanden, führte dies zu heftigen Protesten dieser Marschälle. Als sich 1672 der Niederländische Krieg ankündigte, lehnte Créquy eine Unterstellung unter Turenne ab. Erst im August 1674 übernahm er erneut ein Kommando über eine improvisierte Kavallerie-Einheit im Elsass, die sich jedoch als unzuverlässig erwies. Im folgenden Jahr fiel Turenne und Créquy wurde als Heerführer unentbehrlicher. Zwar wurde Créquy im August 1675 in der Schlacht an der Konzer Brücke geschlagen, was einen Aufschrei der französischen Öffentlichkeit nach sich zog, doch seine hartnäckige Verteidigung von Trier in den folgenden Wochen brachte ihm wieder Anerkennung ein. Im Jahre 1676 operierte Créquy erfolgreich mit einer Armee in den Spanischen Niederlanden, bevor er 1677/78 wieder am Rhein befehligte. Hier fungierte er zudem als Gouverneur von Lothringen. Er wandte die Strategie der Verbrannten Erde an, um das Vorankommen der Alliierten zu erschweren. Dabei wurde beispielsweise auch Freiburg im Breisgau teilweise zerstört.
Nach dem Ende des Krieges befehligte Créquy die französischen Truppen, die zur Unterstützung Schwedens in die brandenburgisch-preußischen Territorien am Rhein einrückten, sodass Kurfürst Friedrich Wilhelm sich zum Frieden mit Schweden bereitfand. Noch einmal im Jahre 1684 kommandierte Créquy französische Truppen: diese belagerten im Zuge der Reunionspolitik erfolgreich die Stadt Luxemburg und zwangen die Stadt Trier zum Abbruch ihrer Verteidigungsanlagen.

## Kinder
Marschall Créquy hatte zwei Söhne, deren Fähigkeiten als Militärführer den seinen gleichkamen. Der ältere, François-Joseph, marquis de Créquy (1662–1702), fiel am 13. August 1702 als Generalleutnant bei Luzzara; der jüngere, Nicolas-Charles, sire de Créquy, fiel 1696 im Alter von 27 Jahren vor Tournai.